# 상주 최씨
상주 최씨(尙州 崔氏)는 경상북도 상주시를 본관으로 하는 한국의 성씨이다. 시조 최춘원(崔春元)은 경주 최씨의 시조인 최치원의 후손이며, 조선에서 이조참판 등을 지내다가 상주군(尙州郡)에 봉해졌다.

## 참고 자료
- “상주최씨(尙州崔氏)”. 뿌리를 찾아서.[깨진 링크(과거 내용 찾기)]